# TV동창회
《TV동창회》는 대한민국의 MBC에 방송됐던 교양 텔레비전 프로그램이다.

## 기획 의도
동창생들의 만나고 싶은 회고를 해보는 토크쇼 프로그램.

## 방송 일정
- 1996년 1월 15일 ~ 1996년 10월 14일 : 매주 월요일 밤 11시 ~ 11시 50분

## 진행자
- 손숙
- 김승현

## 에피소드 목록
- 1월 15일 : 철도고등학교 (권태문)
- 1월 22일 : 무학여자고등학교 (여운계)
- 1월 29일 : 호저초등학교 (이계진)
- 2월 5일 : 중앙고등학교 (고영수)
- 2월 12일 : 부산여자고등학교 (고은아)
- 3월 4일 : 배재고등학교, 양정고등학교
- 3월 11일 : 황북초등학교 (김세레나)
- 3월 25일 : 춘천여자중학교 (김청자)
- 4월 1일 : 서울고등학교 (심양홍)
- 4월 8일 : 제천고등학교 (임하룡)
- 4월 15일 : 장성초등학교 (최종원)
- 4월 22일 : 서울예술고등학교 (송창식)
- 4월 29일 : 의동초등학교 (신영희)
- 5월 6일 : 서울여자상업고등학교 (엄앵란)
- 5월 13일 : 경남고등학교, 부산고등학교
- 5월 20일 : 전주고등학교 (신경민, 정동영)
- 5월 27일 : 풍문여자고등학교 (김상희)
- 6월 3일 : 영주중학교 (홍사덕)
- 6월 10일 : 휘문고등학교 (손석희)
- 6월 17일 : 대성고등학교 (유열)
- 7월 1일 : 보성여자고등학교 (박미선)
- 7월 8일 : 충현고등학교 (전무송)
- 8월 5일 : 배화여자고등학교 (김자옥)
- 8월 12일 : 마산상업고등학교 (이만기)
- 8월 19일 : 장충중학교 (김형곤)
- 8월 26일 : 보성고등학교 (길용우)
- 9월 2일 : 군산고등학교 (김성환)
- 9월 23일 : 중앙대학교 연극영화과 총동창회
- 9월 30일 : 경기고등학교 (윤형주)
- 10월 7일 : 충암고등학교 (홍서범)
- 10월 14일 : 하이라이트

## 같이 보기
- 장학퀴즈 (MBC → EBS)
- TV는 사랑을 싣고 (KBS)

| MBC TV 월요일 밤 11시대 프로그램 | MBC TV 월요일 밤 11시대 프로그램 | MBC TV 월요일 밤 11시대 프로그램 |
| 이전 작품                        | 작품명                           | 다음 작품                        |
| -------------------------------- | -------------------------------- | -------------------------------- |
| 김한길과 사람들                  | TV동창회                         | 좋은 밤입니다                    |